# 伊藤保徳
伊藤 保徳（いとう やすのり、1946年〈昭和21年〉5月22日 - ）は、日本の政治家。元愛知県瀬戸市長（2期）。

## 来歴
愛知県瀬戸市高根町出身。1965年（昭和40年）3月、愛知県立愛知工業高等学校デザイン科卒業。1966年（昭和41年）、河村電器産業に就職。1999年（平成11年）、名古屋学院大学大学院修士課程修了。2001年（平成13年）6月、河村電機産業の取締役副社長に就任した。
2011年（平成23年）4月24日に行われた瀬戸市長選挙に無所属で出馬するも、181差で現職の増岡錦也に敗れる（増岡：20,276票、伊藤：20,095票）。
伊藤は次期市長選の当選を目指し、2015年（平成27年）2月に自由民主党を離党。民主党の推薦を取り付けた。
2015年（平成27年）4月26日に行われた瀬戸市長選挙に無所属で出馬。前職の増岡市長は明確な後継指名こそしなかったものの、元市議の須崎徳之（自民推薦）の出陣式で応援演説を行った。須崎、元市議の川本雅之、元市議の早川幸介ら3候補を退け、初当選した。5月1日、市長就任。
※当日有権者数：103,776人 最終投票率：55.01%（前回比：2.05pts）
| 候補者名 | 年齢 | 所属党派 | 新旧別 | 得票数   | 得票率 | 推薦・支持         |
| -------- | ---- | -------- | ------ | -------- | ------ | ------------------ |
| 伊藤保徳 | 68   | 無所属   | 新     | 19,500票 | 35.13% |                    |
| 須崎徳之 | 33   | 無所属   | 新     | 16,532票 | 29.78% | （推薦）自由民主党 |
| 川本雅之 | 49   | 無所属   | 新     | 13,875票 | 24.99% |                    |
| 早川幸介 | 60   | 無所属   | 新     | 5,606票  | 10.10% |                    |

2019年（平成31年）、元市議会議長の川本雅之ら2候補を破り再選。
2022年(令和4年)12月20日、来年4月30日に行われる瀬戸市長選挙に3選不出馬を表明した。

## 市政
- 2020年（令和2年）2月10日、市単独で行っている障害者手当事業を廃止する方針を正式に発表した。伊藤は「障害者福祉政策の全体から見て、一定の成果、効果を見たので手当の廃止を準備している」と説明している。これに対し、手当の受給者や家族らは手当の継続を求める署名活動に取り組み、1か月あまりで5千筆以上が集まった。市が方針を発表した2月10日、廃止に反対する市民団体の代表は伊藤と面談。市民から効果の判断基準を問われると、伊藤は「僕の価値観です」と答えた[7]。
- 同年6月10日、新型コロナウイルス対策の財源に充てるため、自身の7月から2021年（令和3年）3月までの月額給与を20％減額する条例案を市議会定例会に提出した。副市長と教育長については10％減額する[8][9]。

#### 広報資料・プレスリリースなど一次資料
1. ↑  プロフィール｜伊藤やすのり～住みたいまち　新しいせとづくり～